# Aloe acutissima
Aloe acutissima (укр. Алое акутіссіма, Алое найгостріше)  — сукулентна рослина роду алое.

## Етимологія

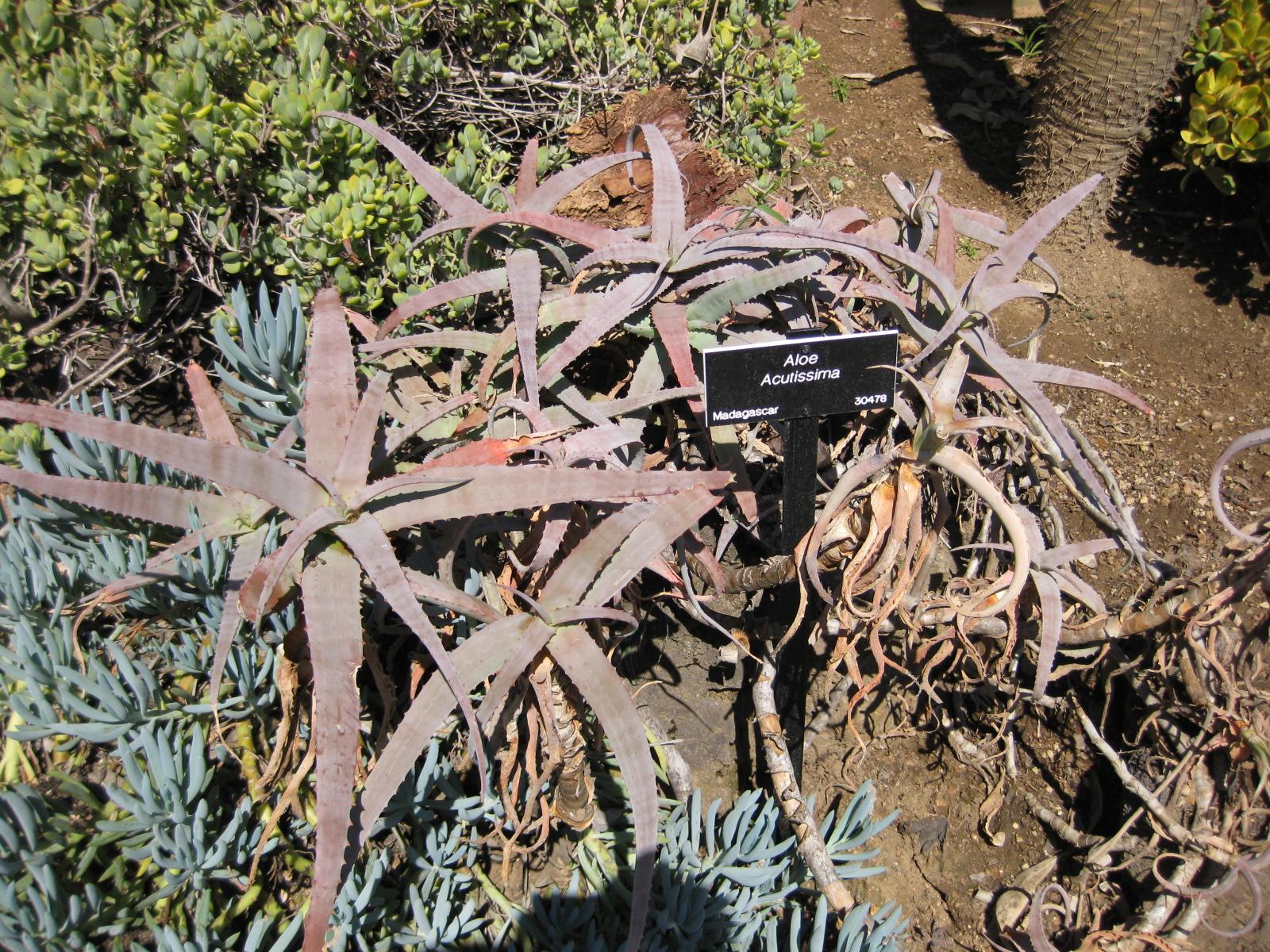
Aloe acutissima в Гантінгтонському ботанічному саду (Лос-Анджелес)

Видова назва дана через дуже гостре листя, від лат. acutus — гострий.

## Морфологічний опис
Сукулентний, багаторічний чагарник 30-90 см заввишки. Листя близько 30x4 см завдовжки, виткі, загострені, згорнуті в жолобок, сірувато-зелені, по краях розташовані трикутні червонувато-коричневі зубчики розміром до 3 мм. Суцвіття до 50 см заввишки, з 2-3 гілок, колосоподібне, несе бордові бутони, притиснуті до стебла. Квітки розміром до 30 мм, відкриваються знизу, відхиляються від стебла і никнуть, тьмяні червоно-оранжеві, з білими кінчиками, вузько-трубчасті. Видова назва означає «дуже гостре».
Варитет Aloe acutissima var. antanimorensis порівняно з типовим має значно коротший і тонший стовбур.

## Місця зростання
- Aloe acutissima var. acutissima — Мадагаскар (Фіанаранцуа, Туліара), до висоти 1200 м над рівнем моря.
- Aloe acutissima var. antanimorensis — Мадагаскар (Туліара), до висоти 900 м над рівнем моря.

## Умови зростання
Мінімальна температура — + 10 °C. Надає перевагу сонячним місцям або легкій тіні. Посухостійка рослина.